# Koninkrijken van Sunda
Het verzamelbegrip Koninkrijken van Sunda verwijst naar de voormalige monarchieën der Sundanezen (vóór het ontstaan van de Republiek Indonesië in 1945. De geschiedenis van deze koninkrijken kent verschillende tijdperken:
- Koninkrijk Tarumanagara
- Verenigd Koninkrijk van Sunda en Galuh
- Sultanaat Bantam, Sultanaat Cirebon, Sumedanglarang.

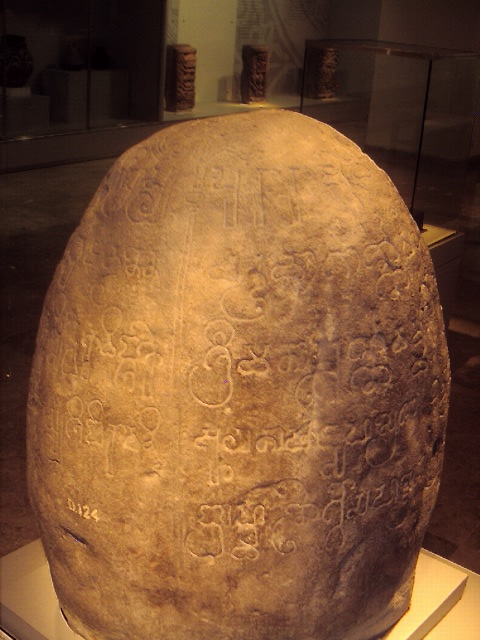
1600 jaar oude stenen inscriptie uit het tijdperk van Purnawarman, koning van Tarumanagara, opgericht in Tugu, een wijk in groot-Jakarta

## Tarumanagara
De periode van Tarumanagara valt tussen de vierde en de zevende eeuw. De historische bronnen die ons ter beschikking staan, zijn een schetsmatig verslag door een Chinese reiziger en verscheidene rots-inscripties, ontdekt in het westelijke deel van Java. Deze bronnen bevestigen elkaar in de lezing dat Purnavarman de krachtige koning van Tarumanegara is geweest; hij nam zelfs naburige rijken in.

## Het Verenigd Koninkrijk van Sunda en Galuh

### Gebied van Sunda tot vroeg in de 16e eeuw
Het rijk Sunda strekte zich uit over delen van het huidige provincies Banten, West-Java en het westelijke deel van Centraal-Java. Prins Bujangga Manik, een hindoemonnik die begin zestiende eeuw alle heilige Sundase hindoeplaatsen in Java en Bali bezocht, schreef een reisverslag in de vorm van lontarhandschriften (lontar is een soort palmblad), die thans worden bewaard in de Bodleyan Library van de Universiteit van Oxford. Volgens dat manuscript lag de grens van Sunda ten westen aan Straat Sunda, en in het oosten werd de grens gevormd door de rivieren de Cipamali (nu Kali Brebes genaamd) en de Ciserayu (thans Kali Serayu) in de provincie Centraal-Java.

### Geschiedenis; bronnen
De vroegste verwijzing naar de naam Sunda als koninkrijk komt echter voor in een stenen inscriptie, de Prasasti Kebon Kopi II uit het jaar 536 n.Chr.. Daarna volgen in koper gegraveerde brieven uit de vijftiende eeuw, houdende koninklijke instructies, en ook daaruit blijkt het bestaan van het koninkrijk Sunda. Een andere verwijzing naar het koninkrijk vormen de Sanghiyang Tapak-inscripties.
Er is ook een aantal Chinese bronnen betreffende het koninkrijk; de eerste bron is een verslag van Chu-fan-chi (1178–1225). Europese ontdekkingsreizigers doen ook verslag van het bestaan van het koninkrijk. Een van de ontdekkingsreizigers was de Portugees Tome Pirés. In het door hem geredigeerde verslag Suma Oriental beschreef hij onder meer zijn reis naar Sunda. Diogo de Couto, een andere Portugese wereldreiziger, schreef dat het koninkrijk Sunda bloeiende was en overvloedig van rijkdom; het lag "tussen Java en Sumatra". De Portugezen sloten in 1522 ook een vredesverdrag met Sunda. Dit verdrag is bekend als het Luso-Sundanese Verdrag Sunda Kalapa.

## Het sultanaat Banten
In de zestiende eeuw werd het rijk opgedeeld in drie kleinere koninkrijken: het sultanaat Banten, het sultanaat Cirebon en het koninkrijk Sumedanglarang.
In 1524/1525 bezetten de legers van sultan Gunung Jati van Cirebon en die van het sultanaat Demak de haven van Banten, die daarmee aan het gezag van Sunda onttrokken werd, en er ontstond een verbinding tussen het sultanaat van Banten en dat van Demak. Rond deze tijd werd de islam gepredikt en door de bevolking aanvaard als haar geloof.
Enkele decennia later, van 1552 tot 1570, regeerde Maulana Hasanudin als eerste sultan van Banten.
De Gouden Eeuw van het sultanaat Banten viel in de eerste helft van de zeventiende eeuw, maar het bestond driehonderd jaar lang 300 jaar, van 1526 tot 1813. Een grote hoeveelheid archeologische vondsten en historische verslagen getuigt nog van de grootheid van het sultanaat.

## Het sultanaat Cirebon
Het sultanaat Cirebon (Indonesisch: Kesultanan Cirebon, Sundanees: Kasultanan Cirebon) was een sultanaat op Sundaas gebied, gesticht in de zestiende eeuw, naar men zegt door sultan Gunung Jati van het sultanaat Banten (zie boven).